# سولی پرودوم
رنه-فرانسوا-آرمان «سولی» پرودوم (به فرانسوی: René François Armand (Sully) Prudhomme)‏ (۱۹۰۷ - ۱۸۳۹)، شاعر و مقاله‌نویس فرانسوی بود.

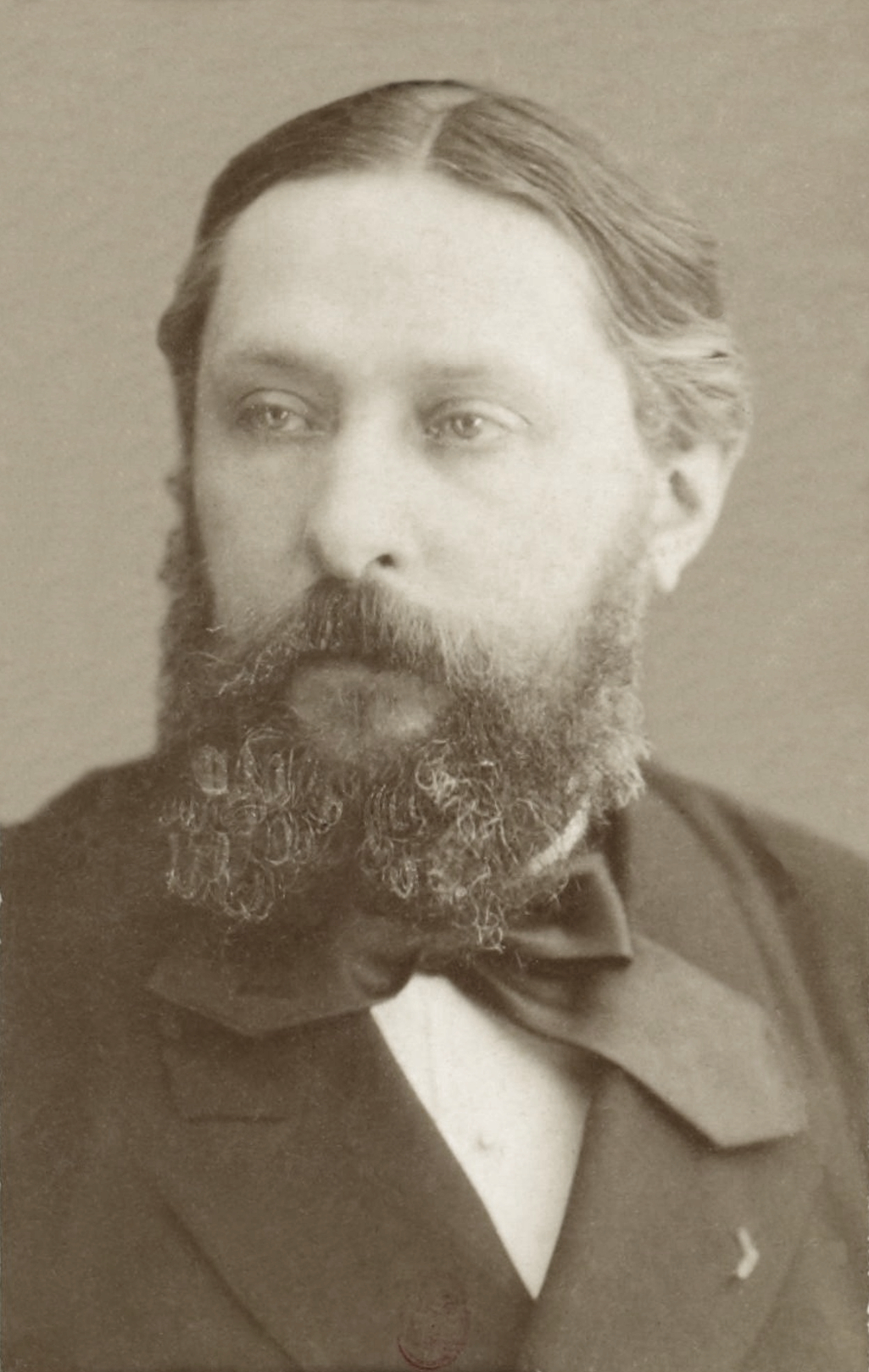

وی نخستین برندهٔ جایزه ادبی نوبل در سال ۱۹۰۱ بود.

## آثار
- قطعات و اشعار (Stances et poèmes)
- تنهایی‌ها (Les solitudes)
- دیوان عدالت (La justice)
- تجربه‌ها (Le prisme , poésies diverses)
- خوشبختی (Le bonheur)